# Liên đoàn An ninh Thủ đô
Liên đoàn An ninh Thủ đô là tên gọi đơn vị vũ trang chuyên trách phòng vệ khu vực nội thành Sài Gòn của Quân lực Việt Nam Cộng hòa, tồn tại từ 1965 đến 1975. Liên đoàn trực thuộc và dưới quyền điều động của Bộ tư lệnh Biệt khu Thủ đô.